# 大阪府道130号高槻市停車場線
大阪府道130号高槻市停車場線（おおさかふどう130ごう たかつきしていしゃじょうせん）は、大阪府高槻市を通る、かつて存在した一般府道である。

## 概要
高槻市城北町2丁目の阪急京都本線 高槻市駅前から国道171号交点まで東に延びる。起点から終点への一方通行である。

### 路線データ
- 起点：大阪府高槻市城北町2丁目（阪急京都本線 高槻市駅前）
- 終点：大阪府高槻市城北町2丁目（国道171号交点）

## 歴史
- 2019年（平成31年）3月31日 - 路線廃止[1]。

## 地理

### 通過していた自治体
- 大阪府
  - 高槻市

### 交差していた道路
| 交差していた道路                                                                         | 交差していた場所 | 交差していた場所 |
| ---------------------------------------------------------------------------------------- | ---------------- | ---------------- |
| 国道171号 大阪府道・京都府道6号枚方亀岡線 重複 大阪府道・京都府道14号大阪高槻京都線 重複 | 城北町2丁目      | 終点             |

### 沿線
- 阪急京都本線 高槻市駅
- 滋賀銀行 阪急高槻支店